# Charlotte Temple

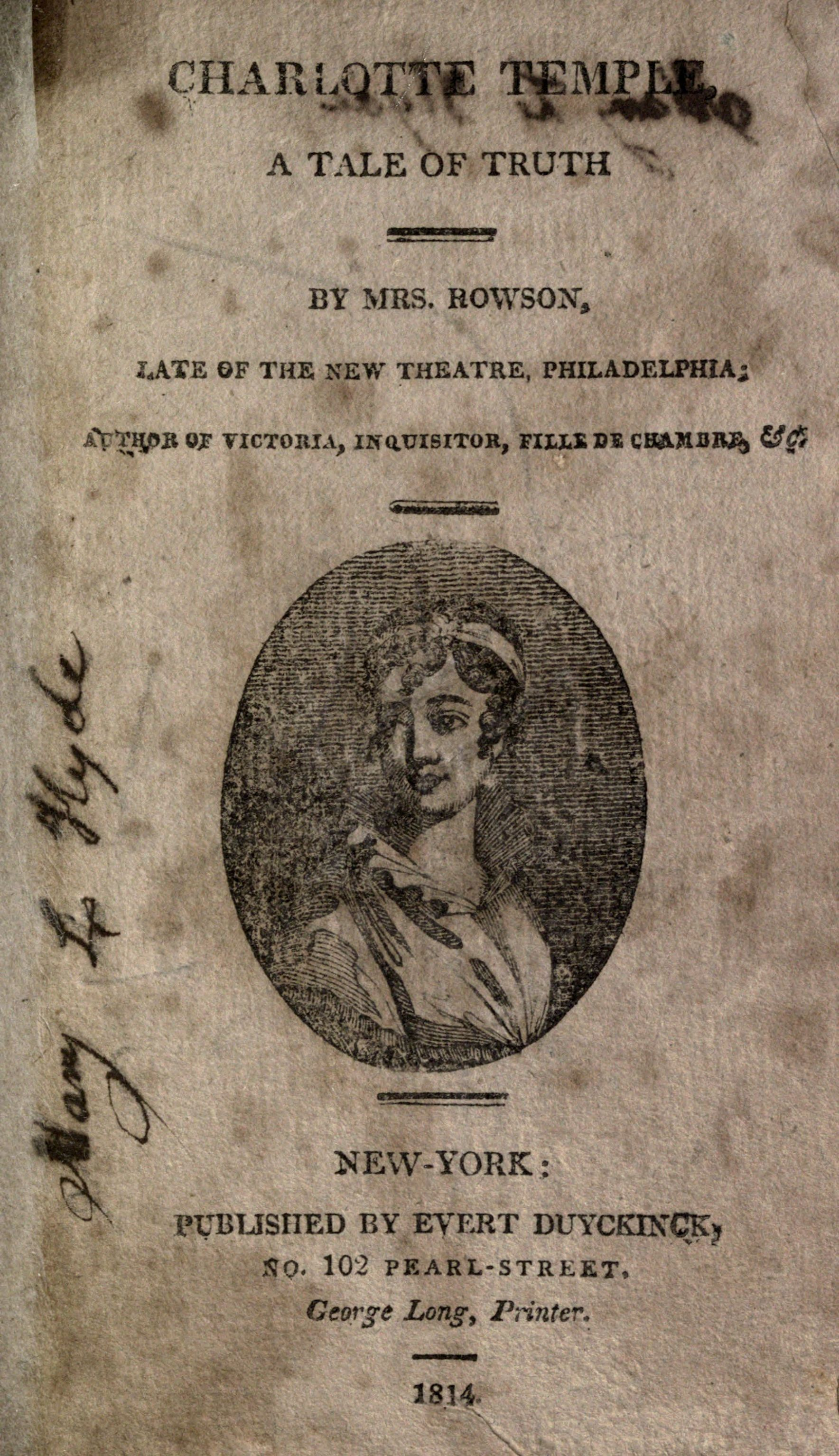

Charlotte Temple – powieść autorstwa Susanny Rowson.
W 1791 została wydana w Wielkiej Brytanii. W 1794 ukazała się w Stanach Zjednoczonych, stając się tam największym bestsellerem do czasów Chaty wuja Toma Harriet Beecher Stowe.